# Папуа Нова Гвинеја на Светском првенству у атлетици на отвореном 2017.
Папуа Нова Гвинеја је учествовала на Светском првенству у атлетици на отвореном 2017. одржаном у Лондону од 4. до 13. августа, учествовала шеснаести пут, односно учествовала је на свим првенствима до данас. Репрезентацију Папуе Нове Гвинеје представљало је 3 атлетичара (1 мушкарац и 2 жене) који су се такмичили у 3 дисциплине (1 мушка и 3 женске).,.
На овом првенству Папуа Нова Гвинеја није освојила ниједну медаљу, нити је оборен неки рекорд.

## Учесници
| Мушкарци: - Ефраим Леркин — 400 м | Жене: - Тоа Висил — 100 м, 200 м - Рели Капутин — Скок удаљ |  |

## Резултати

### Мушкарци
| Атлетичар     | Дисциплина    | Лични рекорд | Квалификације | Квалификације | Полуфинале           | Полуфинале           | Финале               | Финале       | Детаљи                                  |
| Атлетичар     | Дисциплина    | Лични рекорд | Резултат      | Место         | Резултат             | Место                | Резултат             | Место        | Детаљи                                  |
| ------------- | ------------- | ------------ | ------------- | ------------- | -------------------- | -------------------- | -------------------- | ------------ | --------------------------------------- |
| Ефраим Леркин | 400 м препоне | 51,56        | 52,36         | 7. у гр 2     | Није се квалификовао | Није се квалификовао | Није се квалификовао | 35 / 36 (40) | Архивирано на веб-сајту (6. април 2018) |

### Жене
| Атлетичарка  | Дисциплина | Лични рекорд | Квалификација | Квалификација | Полуфинале            | Полуфинале            | Финале                | Финале       | Детаљи |
| Атлетичарка  | Дисциплина | Лични рекорд | Резултат      | Место         | Резултат              | Место                 | Резултат              | Место        | Детаљи |
| ------------ | ---------- | ------------ | ------------- | ------------- | --------------------- | --------------------- | --------------------- | ------------ | ------ |
| Тоа Висил    | 100 м      | 11,29 НР     | 11,41 (,405)  | 5. у гр. 1    | Није се квалификовала | Није се квалификовала | Није се квалификовала | 27 / 46 (47) |        |
| Тоа Висил    | 200 м      | 23,13 НР     | 23,93         | 7. у гр. 4    | Није се квалификовала | Није се квалификовала | Није се квалификовала | 43 / 46 (49) |        |
| Рели Капутин | Скок удаљ  | 6,39         | 5,59          | 3. у гр. А    |                       |                       | Није се квалификовала | 30 / 30      |        |